# 1394 w polityce

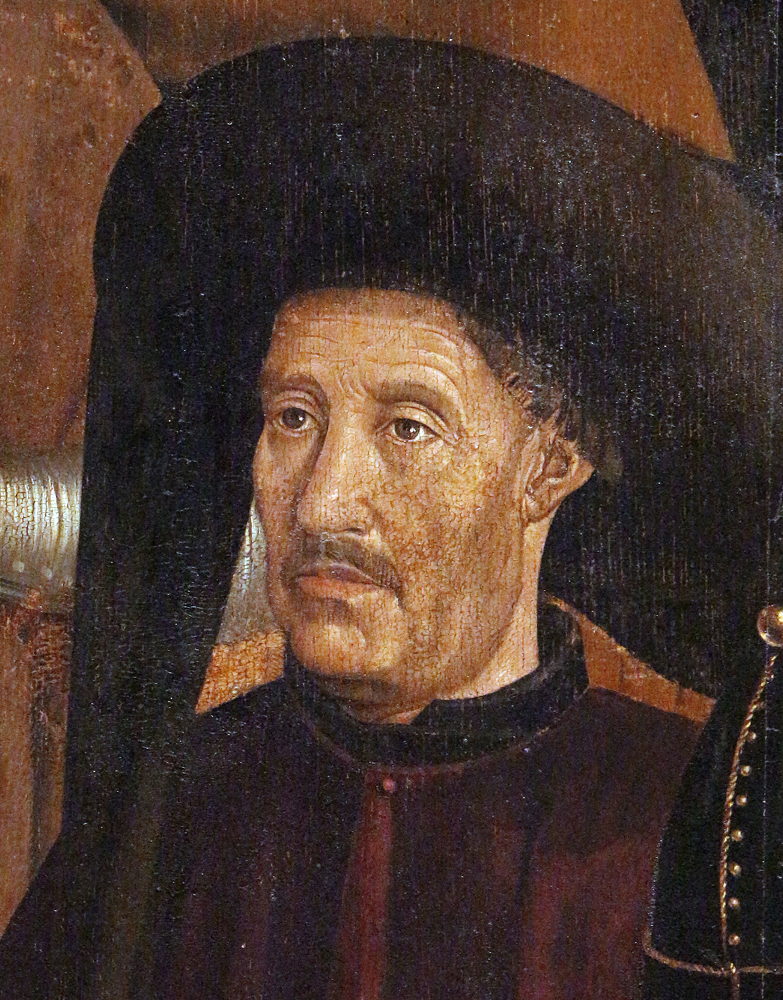
Henryk Żeglarz

Wydarzenia polityczne w 1394 roku.

## Urodzili się
- 4 marca Henryk Żeglarz[1], portugalski książę, inicjator odkryć geograficznych (zm. 1460)[2][3].
- Jakub I, król Szkocji w latach 1406-1437[4].